# Henri Viallemonteil
Pour les articles homonymes, voir Viallemonteil.
Henri Viallemonteil, né le 2 avril 1892 dans le 14e arrondissement de Paris, ville où il est mort le  16 janvier 1937 en son domicile dans le 13e arrondissement, est un footballeur international français. 
Son poste de prédilection est attaquant. Il compte 6 sélections et 2 buts en équipe de France de football.

## Biographie
Avant-centre du CA Vitry, Henri commence en équipe de France en même temps que quatre autres joueurs, dont le gardien de but Pierre Chayriguès qui fait la meilleure carrière de tous. 
Auteur de deux buts contre le Luxembourg et la Suisse, il réalise l'exploit de battre deux fois consécutivement l'Italie, à Turin en 1912 puis à Saint-Ouen l'année suivante.

## Les matchs en bleus
- Luxembourg-France au Racing club à Luxembourg en 1911,
- France-Belgique au Stade de Paris à Saint-Ouen en 1912,
- France-Suisse au Stade de Paris à Saint-Ouen en 1912,
- Italie-France au Campo Torino à Turin en 1912,
- France-Italie au Stade de Paris à Saint-Ouen en 1913,
- Belgique-France au Stade du Vivier d'Oie à Bruxelles en 1913.

## Clubs successifs
- CA Vitry